# تاريخ العلوم الاجتماعية (مجلة)
تاريخ العلوم الاجتماعية هي مجلة أكاديمية فصلية تخضع لمراجعة الأقران. وهي تُعد الدورية الرسمية لجمعية تاريخ العلوم الاجتماعية. تتضمن مقالاتها نهجًا تحليليًا ونظريًا وكميًا للأدلة التاريخية في كثير من الأحيان، ورئيس تحريرها هما آن ماكانتس، من معهد ماساتشوستس للتكنولوجيا، وكريس إنوود من جامعة جويلف.

## تاريخ المجلة
صدر العدد الأول في خريف عام 1976. كان مؤسسو المجلة يهدفون إلى "تحسين جودة التفسير التاريخي" من خلال "نظريات وأساليب من تخصصات العلوم الاجتماعية" وعمل تعميمات عبر الحالات التاريخية. ونُشرت المجلة لأول مرة من قبل مركز الجامعة للدراسات الدولية بجامعة بيتسبرغ ثم بدأت في الثمانينيات من مطبعة جامعة ديوك. ابتداءً من عام 2015، دار النشر هي مطبعة جامعة كامبريدج.

## دعوى قانونية مع الناشر
دعت جمعية تاريخ العلوم الاجتماعية عطاءات من الناشرين وأخبرت مطبعة جامعة ديوك في يونيو 2012 بنيتها إنهاء اتفاقية الصحافة لنشر تاريخ العلوم الاجتماعية. خططت الجمعية للبحث عن ناشر آخر. أكدت جامعة ديوك أنها تملك عنوان المجلة، ولكن ليس حقوق الطبع والنشر لمحتوياتها. في مارس 2013، رفعت الجمعية دعوى قضائية ضد الصحافة لانتهاكها حقوق النشر. عندما حُلت القضية، كان الاقتران قادرًا على تبديل الناشرين.

## التلخيص والفهرسة
المجلة ملخصة ومفهرسة في:
- محرك البحث الأكاديمي
- البحث الأكاديمي الرئيس
- نت لايبراري
- فهرس الاستشهادات في الآداب والعلوم الإنسانية
- المحتويات الحالية / الآداب والعلوم الإنسانية
- ملخصات تاريخية
- الببليوغرافيا الدولية للأدب الدوري (IBZ)
- ملخصات العلوم السياسية الدولية
- سكوبس، فهرس الاستشهادات في العلوم الاجتماعية
- سوسيندكس
- سوسينفو
- الملخصات الاجتماعية

وفقًا تقارير الاستشهاد بالمجلات الأكاديمية، فإن للمجلة عامل تأثير 2021 يبلغ 0.954.